# 史密斯和拜比濕地自然生態區
史密斯和拜比濕地自然生態區（英語：Smith and Bybee Wetlands Natural Area）是美國俄勒岡州波特蘭哥倫比亞泥沼和哥倫比亞河之間的一個公園和自然保護區。它佔地約2,000英畝（810公頃），是美國最大的城市淡水濕地之一。該自然生態區的北側設有帶頂棚的庇護所、廁所以及人行道。
雖然史密斯和拜比濕地自然生態區周圍環繞著港口碼頭、倉庫和商業區，但它為海狸、禿鷲和錦龜等多種野生動物提供了棲息地。該自然生態區設有人工控水系統有助於保持濕地濕潤。其他系統收集甲烷並防止從史密斯和拜比濕地自然生態區南緣附近的封閉垃圾掩埋場滲漏。 